# Dieter Morgenroth
Dieter Morgenroth (* 8. April 1945 in Burgellern; † 30. Dezember 2010) war ein deutscher Politiker (CSU).
Morgenroth besuchte die Volksschule und machte über den zweiten Bildungsweg die Ausbildung zum Diplom-Ingenieur. Er war Geschäftsführer der Bayerischen Jungbauernschaft in Nordbayern, studierte an der Universität Erlangen Staatswissenschaft, Philosophie und Geistesgeschichte und war Vorsitzender des Musikrats für die Stadt und den Landkreis Bamberg sowie Vizepräsident der größten bayerischen Musikorganisation, des Nordbayerischen Musikbunds.
Von 1974 bis 1986 war Morgenroth Mitglied des Bayerischen Landtags.